# タタマイラウ山
タタマイラウ山(テトゥン語: Foho Tatamailau、英語: Tatamailau)は、東ティモールにあるティモール島の中で最も高い標高2,986mの山である。日本語ではタタ・マイラウ山、ラメラウ山とも呼ばれる。

## 概要
首都のディリから南に約70kmの所であるアイナロ県に位置する。ポルトガルの植民地時代の20世紀にはポルトガルの最高峰と呼ばれていた。この時代以降のポルトガル領の最高峰となったピコ山はより控えめな高さである。英語では"Mount Ramelau"と呼ばれることもある。"Tatamailau"は現地語であるマンバイ語が語源であり、「全ての祖父」という意味を持つ。
"Ramelau"は山塊を意味する。タタマイラウ山は、毎年3月25日頃に聖母マリアの受胎告知を記念して行われる巡礼の象徴となっている。インドネシアの占領中であった1997年に、イタリアから持ってこられた3mの高さの聖母マリア像が頂上に建てられた。

## 環境
1980年代初頭、タタマイラウ山は成長が遅い植物で覆われた雲霧林であり、固有種や限られた範囲に生息している鳥を支えている場所であったため重要野鳥生息地としてバードライフ・インターナショナルに識別されている。以来、ほぼ自然の樹木が残っていない状態が続き、環境改変が進んでいる。放牧用の森林破壊によって、山の頂上付近などでは森林がパッチのように点在している。ふもと寄りの斜面は主に草に覆われており、頂上寄りの斜面はユーカリプトの木の再成長によって特徴付けられている。

## 行き方
タタマイラウ山は、北東に3kmの所にあるハト･ブリコ町か北に6kmの所にあるアイメタ村からそれぞれ910mの高さで登ることが出来る。